# Daniel Castillo Durante
 (décembre 2015).
Pour les articles homonymes, voir Castillo et Durante.
Daniel Castillo Durante, né le 18 janvier 1955, est un chercheur, essayiste et romancier québécois d’origine argentine. Il est membre de la Société royale du Canada.

## Biographie
Après avoir obtenu son doctorat en littérature comparée en 1992, Daniel Castillo-Durante a décroché un premier poste de professeur en littérature comparée de l’Université d’Alberta.
Son cheminement le ramène ensuite vers l’est du pays lorsqu’il accepte un poste à l’Université d’Ottawa.
Daniel Castillo-Durante s’intéresse à l’organisation du savoir et aux pratiques culturelles des sociétés émergentes, particulièrement dans les Amériques.
Remarquable par son dynamisme en recherche, il est un auteur prolifique. Il publie en français, en anglais et en espagnol et plusieurs de ses livres ont été couronnés par des prix. Ainsi, il a obtenu le prix Victor-Barbeau de l’Académie des lettres du Québec en 1995 pour un livre intitulé « Du stéréotype à la littérature».  Romancier, un de ses romans, « Les foires du Pacifique» s’est mérité le prix Littéraire du journal Le Droit à Ottawa.
Daniel Castillo-Durante participe de façon intense à la vie de son université et, en plus d’ouvrages collectifs, a organisé plusieurs congrès sur les thèmes de la mondialisation et de l’exclusion.

### Études
Licence (1981) – Lettres modernes – Université de Paris VIII
Licence (1982) – Études hispaniques – Université de Paris VIII
M.A. (1983) – Lettres modernes – Université de Paris VIII
D.E.A. (1984) – Littérature française et sémiologie – Université de Paris III (Sorbonne nouvelle)
Ph.D. (1992) – Littérature comparée – Université de Montréal

### Auteur
- Daniel Castillo Durante, Fuir avec le feu, Montréal, Lévesque éditeur, coll. « Réverbération », 2014, 163 p..
- Daniel Castillo Durante, Le Silence obscène des miroirs, Montréal, Lévesque éditeur, coll. « Réverbération », 2011, 266 p..
- Daniel Castillo Durante, Ce feu si lent de l'exil, Montréal, XYZ, coll. « Romanichels », 2009, 44 p..
- Daniel Castillo Durante, Littérature, société et culture en Amérique latine: les dépotoires de la postmodernité, Québec, Presses de l’Université Laval, coll. « Americana », 2008, 38 p..
- Daniel Castillo Durante, Un café dans le Sud, Montréal, XYZ, coll. « Romanichels », 2007, 80 p..
- Daniel Castillo Durante, La passion des nomades, Montréal, XYZ, coll. « Romanichels », 2006, 27 p.Prix Trillium 2007
- Daniel Castillo Durante, Les dépouilles de l’altérité, Montréal, XYZ, coll. « Documents », 2004, 12 p..
- Daniel Castillo Durante, Los Vertederos de la post-modernidad : Literatura, sociedad y cultura en Latinoamérica, Ottawa, Mexico, Dovehouse/Universidad Nacional Autónoma de Mexico, 2001, 90 p..
- Daniel Castillo Durante, Les Foires du Pacifique, Hull, Vents d'Ouest, coll. « Azimuts », 1998, 65 p.Prix littéraire LeDroit 1999.
- Daniel Castillo Durante, Sade ou l’ombre des Lumières, New York, Peter Lang, 1997, 92 p..
- Daniel Castillo Durante, Ernesto Sábato ou la littérature et les abattoirs de la modernité, Francfort/Madrid, Vervuert/Iberoamericana, 1995, 55 p..
- Daniel Castillo Durante, Du stéréotype à la littérature, Montréal, XYZ, coll. « Théorie et littérature », 1994, 60 p.Prix Victor-Barbeau 1995 de l’Académie des lettres du Québec.
- Daniel Castillo Durante, Roman et vérité : Abaddón el exterminador de Ernesto Sábato, ou, Les écritures du stéréotype, Montréal, Cahiers du Gral, Presses de l’Université de Montréal, 1992, 55 p..

#### Chapitre
- « L’étranger comme clef de voûte de l’altérité », dans Oltre i confini : Testi e autori dell’esilio, della diaspora, dell’emigrazione (Au-delà des frontières), vol. 2, Parme, Monte Università Parma Editore, 2013, 411-428 p..
- Andrée Laberge (dir.), « Dérives identitaires : Le fin fond de l’histoire », dans Le roman québécois (2005-2010), New York, 2011, 235-244 p..
- « Sábato y el problema del mal. Sobre héroes y tombas : las perspectivas depravadas de un lugar común », dans Sobre héros y tombas de Ernesto Sábato, Paris, Alción Editoria, coll. « Archives de la UNESCO », 2009-pages=793-813édition critique de María Rosa Lojo.
- « Les lieux du corps à l’heure de la mondialisation des marchés. Représentation, littérature et capitalisme », dans Corps en marge : représentation, stéréotype, subversion dans la littérature francophone contemporaine, Ottawa, L’Interligne, coll. « Amarres », 2009, 15-20 p..
- « Littérature et altérité », dans El cuerpo, las máscaras y otros temas en litaratura de habla francesa, Buenos Aires, Editiones Al Margen, 2008, 31-58 p..
- « Le corps des frontières : du Che Guevara au marquis de Sade », dans Les mondes des Amériques et les Amériques du monde/Americas’Worlds and the World’s Americas, Ottawa, Legas, coll. « Collection des Amériques », 2006, 475-484 p..
- « Sábato y el problema del Mal en Abaddón el exterminador », dans Sábato : Símbolo de un siglo. Visiones y (re)visiones de su narrativa, Buenos Aires, Corregidor, 2005, 85-102 p..
- « Canada on the Rocks! : Migrant Writing and Alterity », dans Chaire de recherche de l’Université d’Ottawa : Canada : enjeux sociaux et culturels dans une société du savoir, Ottawa, 2005, 73-98 p..
- « L’anonyme des Amériques », dans Exclusion/Inclusion : Déplacements économico symboliques et perspectives américaines/Economic and Symbolic Displacements in the Americas, Ottawa, Legas, coll. « Collection des Amériques », 2005, 231-239 p..
- « L’altérité polémique. Guerre, « sémiocratie », exclusion et économies du savoir : de la Pax americana à l’implosion du modèle argentin », dans L’interculturel et l’économie à l’œuvre : les marges de la mondialisation, Ottawa, Éditions David, 2004, 15-46 p..
- « Radiodiffusion culturelle et citoyenneté au Mexique », dans Valeurs et éthique dans les médias. Approches internationales, Québec, Presses de l’Université Laval, 2004, 138-155 p..
- « Entre el enceguecimiento de la razón y el artificio de la ficción : la novela apocalíptica de Ernesto Sábato », dans Historia crítica de la literatura argentina, Buenos Aires, Emecé, 2004, 501-522 p..
- « Cultures ultrapériphériques, mondialisation et parole littéraire », dans L’Interculturel au cœur des Amériques, Université d’Ottawa/University of Manitoba, Ottawa/Legas, 2003, 13-20 p..
- « Los oscuros senderos de los vertederos latinoamericanos. Por una estética de la basura en la literatura de Arguedas, Paz y Sábato », dans Perú en su cultura, Ottawa, Université d’Ottawa, 2002, 13-36 p..
- « Mario Vargas Llosa ensayista : Por una crítica libertina de la literatura », dans Perú en su cultura, Ottawa, Université d’Ottawa, 2002, 183-192 p..
- « De Flaubert à Vargas Llosa », dans Andinica, Pau, Université de Pau, 2001,  89-115.
- « Le stéréotype à l'heure de tous ses masques : état des lieux », dans Sont-ils bons? Sont-ils méchants? Usages des stéréotypes, Paris, Champion, 2001, 73-82 p..
- « Marcela Vintimilla », dans Narradoras ecuatorianas de hoy. Una antología crítica, San Juan, Puerto Rico, Editorial de la Universidad de Puerto Rico, 2000, 459-474 p..
- « María del Carmen Garcés », dans Narradoras ecuatorianas de hoy. Una antología crítica, San Juan, Puerto Rico, Editorial de la Universidad de Puerto Rico, 2000, 475-490 p..
- « Liliana Miraglia" », dans Narradoras ecuatorianas de hoy. Una antología crítica, San Juan, Puerto Rico, Editorial de la Universidad de Puerto Rico, 2000, 491-505 p..
- « Cultures excrémentielles et post-colonialisme », dans El debate de la postcolonialidad en Latinoamérica, Madrid-Francfort, Iberoamericana/Vervuert, 1999, 235-257 p..
- « Épistémocritique du langage en psychanalyse », dans Résonances. Dialogues avec la psychanalyse, Montréal, Liber, 1998, 199-223 p..
- « De Sade à Lautréamont : L'altérité et le problème du Mal », dans Le Mal dans l'imaginaire littéraire français (1850 -1950), Paris/Ottawa, Éditions David & L'Harmattan, 1998, 37-49 p..
- « Du rapport entre la vérité et l’altérité en littérature. Le cas de La Dentellière de Pascal Lainé », dans Les voies de la psychanalyse : mensonge et vérité, Paris, L'Harmattan, 1997, 207-223 p..
- « From Postmodernity to the Rubbish Heap : Latin America and its Cultural Practice », dans Latin American Postmodernisms, Amsterdam/Atlanta, Rodopi, 1997, 53-72 p..
- « Les enjeux de l’altérité et la littérature », dans La littérature et le dialogue interculturel, Québec, Les Presses de l’Université Laval, 1997,  3-17.
- « Les pratiques culturelles : perspectives épistémologiques », dans Pratiques culturelles au Canada français, Actes du 14e colloque du Centre d’études franco-canadiennes de l’Ouest, Université de l’Alberta, Edmonton, 1996, 31-41 p..
- « Epistemología y apocalipsis en la Argentina : Ernesto Sábato y el ocaso de la Modernidad », dans Notre fin de siècle, Centre d’études et de recherches hispaniques du XXe siècle, Dijon, Hispanistica XX, 1996, 427-444 p..
- « De la noción de Cultural Studies a la de estudios de las prácticas culturales en lenguas romances », dans Fin de un siglo : las fronteras de la cultura, Rosario, Argentine, Homo Sapiens Ediciones, 1996, 49-64 p..
- « Postmodernity’s Dumping grounds », dans Latin America as its Literature, Council on National Literatures World Report, Review of National Literatures and CNL/World Report, New York, 1995, 155-169 p..
- « Rethinking Latin America : Post-Modernity’s dumping grounds », dans Borders and Margins. Post-Colonialism and Post-Modernism, Francfurt-Madrid, Vervuert-Iberoamericana, 1995, 159-167 p..
- « El estereotipo como condición de posibilidad de la “identidad” Argentina. La interacción entre cultura, identidad y estereotipo en las novelas de Sábato y Puig », dans Culturas del Río de la Plata (1973-1995). Transgresión genérica e intercambio, Frankfurt, Vervuert Verlag, 1995, 79-96 p..
- « L’ethnicité argentine ou le tain d’une identité d’emprunt », dans L’indien : instance discursive, Candiac, Éditions Balzac, 1993, 371-392 p..
- « Le masque face au miroir : Montezuma et Vivaldi à Venise, ou l’ethnicité comme lieu d’une théâtralité d’emprunt », dans Discours et mythes de l’ethnicité, Montréal, Les Cahiers scientifiques de l’ACFAS, 1992, 155-168 p..
- « Sábato : du stéréotype au roman ou l’anthroponymie comme instance de marginalisation », dans Parole exclusive, parole exclue, parole transgressive : marginalisation et marginalité dans les pratiques discursives, Longueuil, Le préambule, coll. « L’Univers des discours » », 1990, 271-315 p..

### Éditeur
- Corps en marge : représentation, stéréotype, subversion dans la littérature francophone contemporaine, Ottawa, Éditions L’Interligne, coll. « Amarres », 2009, 242 p..
- Exclusion/Inclusion : Déplacements économico symboliques et perspectives américaines/Economic and Symbolic Displacements in the Americas, Ottawa, Legas, coll. « Collection des Amériques », 2005, 270 p..
- L’interculturel et l’économie à l’œuvre : les marges de la mondialisatio, Université d’Ottawa, Ottawa, Éditions David, 2004, 334 p..
- L’interculturel au cœur des Amériques, Université d’Ottawa, University of Manitoba, Ottawa, Legas, 2003, 166 p.
- Perú en su cultura, Université d’Ottawa, Ottawa, Lega, 2002, 223 p..
- Mondialisation : Culture, communication, altérité, Ottawa, Carrefour, 1997, 126 p., chap. 19-1.
- Sade : lectures plurielles, vol. 18, Ottawa, Carrefour, 1996, 185 p., chap. 2.

## Articles publiés dans des revues
- « Alteridade e reflexão intercultural : seus objetivos no quadro das práticas em geral a da fala literária em particular », Revista Socio poética diálogos interculturais, vol. 1, no 1,‎ janvier 2007, p. 15-25.
- « Les insondables voltiges de l’étranger : littérature et altérité au Québec. De Camus à Kokis en passant par Dany Laferrière », Revista del Centro cultural Canadá, Córdoba (Argentine), no 22,‎ août 2007,  16-21.
- « Mort et stéréotype : leurs sombres épousailles », Frontières, Montréal, Université du Québec à Montréal, no 2,‎ printemps 2007, vol. 19, p. 23-26.
- « L’altérité en trompe-l’œil ou comment devenir ce que l’on n'est pas », 'Spirale : le Mexique : une mémoire qui s’invente, no 206,‎ janvier-février 2006, p. 13-15.
- « Célébrer la mort? Mélancolie et représentation », Frontières : Hélas? Célébrer la mort!, Montréal, Université du Québec à Montréal, vol. 18, no 1,‎ automne 2005, p. 6-7.
- « Éloge de l’anonyme : le défi hispanique aux États-Unis », Presses de l’Université Laval, vol. 7, no 1,‎ automne 2004-hiver 2005, p. 142-151.
- « Lettre ouverte à Augusto Roa Bastos », L'atelier du roman, Paris, Flammarion, no 33,‎ 2003, p. 68-75.
- « Sade ou le crépuscule de la modernité. Les avatars d’une naissance posthume », Les problèmes des genres littéraires, Lodz, Université de Lodz,‎ 2002, p. 37-49.
- « Carta abierta a Ernesto Sábato desde la primavera boreal », Los noventa años de Ernesto Sábato, Buenos Aires,‎ 2001, p. 99-103.
- « Ernesto Sábato et le problème du mal dans le roman L’ange des ténèbres de Ernesto Sábato », Ottawa Hispanic Studies, no 25,‎ 1999, p. 249-271.
- « Culture et mondialisation à l'aube d'un nouveau millénium », Carrefour : Revue de réflexion interdisciplinaire, Ottawa, vol. 19, no 1,‎ 1997, p. 3-30.
- « Politiques du proverbe chez Sade », Carrefour : Revue de réflexion interdisciplinaire, Ottawa, vol. 18, no 2,‎ 1996, p. 5-62.
- « Les Cultural Studies et les études des pratiques culturelles en langues romanes », Canadian Review of Comparative Literature/Revue canadienne de Littérature comparée, Edmonton, Université de l’Alberta, vol. XXII, no 1,‎ mars 1995, p. 21-61.
- « El indio, leyenda y copia de leyendas. Del ‘Beduino’ de Sarmiento al ‘Guerrillero’ de Sábato », El indio, nacimiento y evolución de una instancia discursiva, I & II, Imprévue, Institut International de Sociocritique, Montpellier,‎ 1995, p. 111-133.
- « Le concept de culture chez André Malraux à l’aube du nouveau millénium », Revue André Malraux, no 25,‎ 1994, p. 134-142.
- « Modernidad y postmodernidad en Latinoamérica », Alba de América, Instituto Literario y Cultural Hispánico, Buenos Aires, vol. 12,‎ juillet 1994, p. 173-181.
- « Estilo, reciclaje y estereotipo en The Buenos Aires Affair de Manuel Puig », Style et image au XXe siècle dans la culture hispanique. Hispanística XX, Centre d’Études et de Recherches hispaniques du XXe siècle, Université de Bourgogne, Dijon,‎ novembre 1993, p. 399-412.
- « Los avatares de la memoria en Concierto barroco de Alejo Carpentier », Memoria/Memorias en el Siglo XX. Cultura hispánica. Hispanística XX, Centre d’Études et de Recherches hispaniques du XXe siècle, Université de Bourgogne, Dijon,‎ juin 1993, p. 253-274.
- « Gaucho, pícaro et Argentin. Le Martín Fierro de José Hernández », Roman picaresque et littératures nationales, Québec, Université Laval, vol. 26, no 3,‎ hiver 1993, p. 97-115.
- « Abaddón el exterminador de Ernesto Sábato o la novela como frontera epistemológica », Lenguas, literaturas, sociedades (LLS). Cuadernos hispánicos, vol. 4,‎ 1993, p. 129-137.

## Prix et distinctions
- 2008 : Mention d’excellence décernée par la Société des Écrivains francophones d’Amérique pour le roman Un café dans le Sud (2007).
- 2007 : Lauréat du Prix Trillium pour le roman La Passion des nomades (2006).
- 2005 : Médaille de reconnaissance de la Faculté des Arts et des sciences de l’Université de Montréal.
- 1999 : Prix littéraire Le Droit pour le roman Les Foires du Pacifique (1998).
- 1995 : Prix Victor-Barbeau de l’Académie des lettres du Québec pour l’essai Du stéréotype à la littérature (1994).